# Major League Soccer (2007)
Major League Soccer w roku 2007 był dwunastym sezonem tych rozgrywek. Po raz drugi z rzędu jak i w historii mistrzem MLS został klub Houston Dynamo, natomiast wicemistrzem New England Revolution.

## Sezon zasadniczy

### Konferencja Wschodnia
| #  | Drużyna                | M  | Z  | R  | P  | Bramki | Punkty | Uwagi    |
| -- | ---------------------- | -- | -- | -- | -- | ------ | ------ | -------- |
| 1. | D.C. United            | 30 | 16 | 7  | 7  | 56:34  | 55     | Play Off |
| 2. | New England Revolution | 30 | 14 | 8  | 8  | 51:43  | 50     | Play Off |
| 3. | New York Red Bulls     | 30 | 12 | 7  | 11 | 47:45  | 43     | Play Off |
| 4. | Kansas City Wizards    | 30 | 11 | 7  | 12 | 45:45  | 40     | Play Off |
| 5. | Chicago Fire           | 30 | 10 | 10 | 10 | 31:36  | 40     | Play Off |
| 6. | Columbus Crew          | 30 | 9  | 10 | 11 | 39:44  | 37     |          |
| 7. | Toronto FC             | 30 | 6  | 7  | 17 | 25:49  | 25     |          |

### Konferencja Zachodnia
| #  | Drużyna            | M  | Z  | R | P  | Bramki | Punkty | Uwagi    |
| -- | ------------------ | -- | -- | - | -- | ------ | ------ | -------- |
| 1. | Chivas USA         | 30 | 15 | 8 | 7  | 46:28  | 53     | Play Off |
| 2. | Houston Dynamo     | 30 | 15 | 7 | 8  | 43:23  | 52     | Play Off |
| 3. | FC Dallas          | 30 | 13 | 5 | 12 | 37:44  | 44     | Play Off |
| 4. | Colorado Rapids    | 30 | 9  | 8 | 13 | 29:34  | 35     |          |
| 5. | Los Angeles Galaxy | 30 | 9  | 7 | 14 | 38:48  | 34     |          |
| 6. | Real Salt Lake     | 30 | 6  | 9 | 15 | 31:45  | 27     |          |

Aktualne na 31 marca 2018. Źródło:
Zasady ustalania kolejności: 1. liczba zdobytych punktów; 2. różnica zdobytych bramek; 3. większa liczba zdobytych bramek.

## Play off
W ćwierćfinale rozgrywano dwumecze, nie obowiązywała zasada bramek na wyjeździe. Półfinały i finał rozgrywano w formie pojedynczego meczu. Gdy rywalizacja w dwumeczu ćwierćfinałowym jak i w meczach półfinałowych lub finałowym był remis, rozgrywano dogrywkę 2 x 15 minut.

### Ćwierćfinał

#### Para nr 1
| 125 października 2007 | Chicago Fire                         | 1:0   | D.C. United                          |                                                                             |
| 19:30 CDT             | Chris Rolfe 14'                      | (1:0) |                                      | SeatGeek Stadium, Chicago, Illinois Widzów: 17 834 Sędzia: Baldomero Toledo |
| 19:30 CDT             | Diego Gutiérrez 12' · C.J. Brown 51' | (1:0) | 22' Brian Carroll · 86' Jaime Moreno | SeatGeek Stadium, Chicago, Illinois Widzów: 17 834 Sędzia: Baldomero Toledo |

| 21 listopada 2007 | D.C. United                                                 | 2:2   | Chicago Fire                             |                                                               |
| 19:30 EDT         | Clyde Simms 69' · Christian Gómez 74'                       | (0:2) | 31' Chad Barrett · 33' Chris Rolfe       | Robert F. Kennedy Memorial Stadium, Waszyngton Widzów: 19 438 |
| 19:30 EDT         | Devon McTavish 61' · Troy Perkins 63' · Rod Dyachenko 90+4' | (0:2) | 54' Gonzalo Segares · 90+3' Matt Pickens | Robert F. Kennedy Memorial Stadium, Waszyngton Widzów: 19 438 |

Dwumecz wygrało Chicago Fire wynikiem 3:2.

#### Para nr 2
| 127 października 2007 | New York Red Bulls | 0:0   | New England Revolution                 |                                                                                 |
| 19:30 EDT             |                    | (0:0) |                                        | Giants Stadium, East Rutherford, New Jersey Widzów: 14 165 Sędzia: Jair Marrufo |
| 19:30 EDT             | Jeff Parke 83'     | (0:0) | 73' Michael Parkhurst · 85' Avery John | Giants Stadium, East Rutherford, New Jersey Widzów: 14 165 Sędzia: Jair Marrufo |

| 23 listopada 2007 | New England Revolution                                                          | 1:0   | New York Red Bulls |                                                                                   |
| 19:30 EDT         | Taylor Twellman 64'                                                             | (0:0) |                    | Foxboro Stadium, Foxborough, Massachusetts Widzów: 10 116 Sędzia: Abiodun Okulaja |
| 19:30 EDT         | Shalrie Joseph 31' · Wells Thompson 50' · Khano Smith 73' · Taylor Twellman 80' | (0:0) | 34' Joe Vide       | Foxboro Stadium, Foxborough, Massachusetts Widzów: 10 116 Sędzia: Abiodun Okulaja |

Dwumecz wygrało New England Revolution wynikiem 1:0.

#### Para nr 3
| 127 października 2007 | Kansas City Wizards                                           | 1:0   | Chivas USA       |                                                                           |
| 19:30 CDT             | Davy Arnaud 35'                                               | (1:0) |                  | Arrowhead Stadium, Kansas City, Missouri Widzów: 12 442 Sędzia: Alex Prus |
| 19:30 CDT             | Michael Harrington 44' · Nick Garcia 54' · Kerry Zavagnin 88' | (1:0) | 45' Alex Zotincă | Arrowhead Stadium, Kansas City, Missouri Widzów: 12 442 Sędzia: Alex Prus |

| 23 listopada 2007 | Chivas USA                                                                          | 0:0   | Kansas City Wizards |                                                                                   |
| 19:30 PDT         |                                                                                     | (0:0) |                     | Dignity Health Sports Park, Carson, Kalifornia Widzów: 19 711 Sędzia: Mark Geiger |
| 19:30 PDT         | Jesse Marsch 19' · Francisco Mendoza 53' · Ramón Núñez 62' · Jonathan Bornstein 89' | (0:0) | 65' Eddie Johnson   | Dignity Health Sports Park, Carson, Kalifornia Widzów: 19 711 Sędzia: Mark Geiger |

Dwumecz wygrało Kansas City Wizards wynikiem 1:0.

#### Para nr 4
| 127 października 2007 | FC Dallas                                                 | 1:0   | Houston Dynamo    |                                                                   |
| 19:00 CDT             | Clarence Goodson 23'                                      | (1:0) |                   | Toyota Stadium, Frisco, Teksas Widzów: 12 537 Sędzia: Kevin Stott |
| 19:00 CDT             | Carlos Ruiz 19' · Pablo Ricchetti 58' · Dominic Oduro 79' | (1:0) | 26' Ryan Cochrane | Toyota Stadium, Frisco, Teksas Widzów: 12 537 Sędzia: Kevin Stott |

| 22 listopada 2007 | Houston Dynamo                                                                       | 4:1 (pd.)  | FC Dallas |                                                                            |
| 19:30 CDT         | Stuart Holden 67' · Brian Ching 72', 97' · Brad Davis 100'                           | (0:1, 2:1) | 14' Carlos Ruiz | Robertson Stadium, Houston, Teksas Widzów: 30 088 Sędzia: Baldomero Toledo |
| 19:30 CDT         | Richard Mulrooney 28' · Eddie Robinson 40' · Pat Onstad 98' · Dwayne De Rosario 109' | (0:1, 2:1) | 24' Darío Sala · 39' Denílson de Oliveira Araújo · 44' Chris Gbandi · 47' Arturo Álvarez · 78' Adrian Serioux · 99', 119' Drew Moor · 120' Pablo Ricchetti | Robertson Stadium, Houston, Teksas Widzów: 30 088 Sędzia: Baldomero Toledo |

Dwumecz wygrało Houston Dynamo wynikiem 4:2.

### Półfinał
| 18 listopada 2007 | New England Revolution | 1:0   | Chicago Fire |                                                                               |
| 19:30 EST         | Taylor Twellman 38'    | (1:0) |              | Foxboro Stadium, Foxborough, Massachusetts Widzów: 10 317 Sędzia: Kevin Stott |
| 19:30 EST         | Jeff Larentowicz 36'   | (1:0) |              | Foxboro Stadium, Foxborough, Massachusetts Widzów: 10 317 Sędzia: Kevin Stott |

| 210 listopada 2007 | Houston Dynamo                         | 2:0   | Kansas City Wizards                                      |                                                                        |
| 19:30 CST          | Nate Jaqua 25' · Dwayne De Rosario 81' | (1:0) |                                                          | Robertson Stadium, Houston, Teksas Widzów: 30 972 Sędzia: Jair Marrufo |
| 19:30 CST          | Nate Jaqua 41'                         | (1:0) | 55' Nick Garcia · 58' Carlos Marinelli · 93' Davy Arnaud | Robertson Stadium, Houston, Teksas Widzów: 30 972 Sędzia: Jair Marrufo |

### Finał
| 18 listopada 2007 | New England Revolution | 1:2   | Houston Dynamo                             |                                                                                 |
| 12:00 EST         | Taylor Twellman 20'    | (1:0) | 61' Joseph Ngwenya · 74' Dwayne De Rosario | Robert F. Kennedy Memorial Stadium, Waszyngton Widzów: 39 859 Sędzia: Alex Prus |
| 12:00 EST         | Khano Smith 65'        | (1:0) | 57' Wade Barrett                           | Robert F. Kennedy Memorial Stadium, Waszyngton Widzów: 39 859 Sędzia: Alex Prus |